# Saint-Paul-des-Sablons
Saint-Paul-des-Sablons est une ancienne commune française du département de la Manche.

## Histoire
Vers le XIe siècle, la paroisse dépendait de l'honneur de Bricquebec.
La foire annuelle Saint-Paul qui se tenait à Saint-Paul-des-Sablons fut transférée au XVIe siècle à Bricquebec en raison de l'insécurité des guerres de Religion.

En 1824, Beaubigny (212 habitants en 1821) absorbe Saint-Paul-des-Sablons (64 habitants).

## Démographie
| 1793 | 1800 | 1806 | 1821 |
| ---- | ---- | ---- | ---- |
| 62   | 68   | 68   | 64   |

### Liste des maires
| Période                              | Période | Identité            | Étiquette | Qualité |
| ------------------------------------ | ------- | ------------------- | --------- | ------- |
| v. 1793                              |         | Pierre Henri Le Roy |           |         |
| v. 1794                              | v. 1795 | Pierre Bellile      |           |         |
|                                      | v. 1795 | Théodore Duhamel    |           |         |
| v. 1795                              |         | Léonor Henneville   |           |         |
| 1796                                 | 1797    | Charles Duhamel     |           |         |
| 1798                                 | 1799    | Pierre Bellile      |           |         |
| 1800                                 | 1801    | Charles Duhamel     |           |         |
| 1801                                 | 1812    | Louis Lepigeon      |           |         |
| 1812                                 | 1816    | Jean Surcouf        |           |         |
| 1816                                 | 1824    | Jean Sibran         |           |         |
| Sources : État civil de 1790 à 1892. |         |                     |           |         |

## Lieux et monuments
L'église de Saint-Paul-des-Sablons fut démolie avant 1824, elle était à la présentation de l'abbaye de Cherbourg.